# Rebecca Heineman
Rebecca Ann Heineman é uma designer e programadora de jogos eletrônicos americana. Veterana de longa data na indústria de jogos eletrônicos, Heineman foi membra fundadora das empresas de jogos eletrônicos Interplay Productions, Logicware, Contraband Entertainment e Olde Sküül. Ela é a diretora executiva da Olde Sküül desde 2013.

## Vida pregressa
Rebecca Ann Heineman nasceu e foi criada em Whittier, Califórnia. Quando ela era jovem, ela não tinha dinheiro para comprar jogos para seu Atari 2600, então ela aprendeu sozinha como copiar cartuchos e construiu para si mesma uma coleção considerável de jogos pirata. Eventualmente, ela ficou insatisfeita em apenas copiar jogos passou a realizar engenharia reversa do código do console para entender como os jogos eram feitos. Em 1980, Heineman e um amigo viajaram para Los Angeles para competir em uma divisão regional de um campeonato nacional de Space Invaders. Embora ela não esperasse ficar entre os 100 melhores competidores, ela acabou vencendo a competição. Mais tarde naquele ano, ela também ganhou o campeonato em New York. Heineman é, portanto, considerada a primeira campeã dos Estados Unidos de torneios de jogos eletrônicos.

## Carreira
Depois de ganhar o torneio, Heineman recebeu uma oferta de para trabalhar como redatora para a revista mensal Electronic Games, assim como atuar como consultora para um livro chamado How to Master Video Games. Durante esse período, ela mencionou a um editor que havia realizado engenharia reversa do código do Atari 2600, e o editor arranjou um encontro entre Heineman e os proprietários da desenvolvedora de jogos Avalon Hill. Durante seu encontro com eles, ela foi contratada para ser programadora no mesmo momento. Heineman, com 16 anos na época, viajou para o outro lado dos Estados Unidos, cancelando seus planos de conseguir um diploma do ensino médio. Em Avalon Hill, Heineman criou um manual para a equipe de programação da empresa, o motor de jogos do estúdio, e o código base para vários projetos de software, incluindo seu primeiro jogo, London Blitz, antes de deixar a empresa.
Heineman voltou para a Califórnia para trabalhar para outra desenvolvedora, Boone Corporation. Sob a Boone, ela programou os jogos Chuck Norris Superkicks e Robin Hood, ganhando conhecimento de programação para Commodore 64, Apple II, VIC-20 e PCs IBM, de hardware para jogos eletrônicos, além de design. Boone foi extinta em 1983, então Heineman se juntou a Brian Fargo, Jay Patel e Troy Worrell, e os quatro fundaram a Interplay Productions (mais tarde conhecida como Interplay Entertainment). Heineman atuou como programadora chefe para a empresa, trabalhando em Wasteland, The Bard's Tale, Out of This World e as adaptações para Mac OS e 3DO de Wolfenstein 3D.
Heineman participou no desenvolvimento de The Bard's Tale III: Thief of Fate, Dragon Wars, Tass Times in Tonetown, Borrowed Time, Mindshadow e The Tracer Sanction, entre outros, para a Interplay. À medida que a empresa cresceu, passando de 500 funcionários, Heineman, desejando retornar às raízes de uma equipe pequena, deixou a empresa em 1995 e cofundou Logicware, onde atuou como diretora de tecnologia e programadora chefe. Além dos jogos originais, Heineman supervisionou as atividades de portabilidade da empresa, que incluíam Out of This World, Shattered Steel, Jazz Jackrabbit 2 e uma versão cancelada de Half-Life para Mac OS.
Em 1999, Heineman fundou a Contraband Entertainment, atuando como CEO. A empresa desenvolveu vários jogos originais junto com as adaptações para várias plataformas para outros desenvolvedores. Os projetos liderados por Heineman incluem Myth III: The Wolf Age e Activision Anthology, e as adaptações para o Mac OS de Aliens vs. predator, Baldur's Gate II e Heroes of Might and Magic IV. Durante esse tempo, ela também atuou como consultora para outras empresas: ela serviu como "Engenheira Sênior III" para Electronic Arts, atualizou o código de motor para Barking Lizards Technologies e Ubisoft, otimizou código para a Sensory Sweep Studios, atuou como arquiteta de software sênior para Bloomberg L.P. e Amazon, forneceu treinamento para o desenvolvimento para o Xbox 360 para os estúdios de desenvolvimento de jogos da Microsoft, e trabalhou no código do kernel para o PlayStation Portable e PlayStation 4 na Sony. Durante sua atuação na Amazon, Heineman foi, além de seu papel com tecnologia, também a diretora do grupo LGBTQ+ da Amazon, conhecido como Glamazon.
Contraband fechou em 2013, e Heineman fundou uma nova empresa, a Olde Sküül, junto com Jennell Jaquays, Maurine Starkey e Susan Manley. Na Olde Sküül, Heineman atua como CEO.

## Vida pessoal
Por volta de 2003, Heineman foi diagnosticada com disforia de gênero e começou a transição para viver como mulher. Ela mudou formalmente seu nome para Rebecca Ann. Ela tem cinco filhos e é casada com Jennell Jaquays. Heineman mora em El Cerrito, Califórnia, onde está localizada sua empresa Olde Sküül.

## Atuação em conselhos
Heineman faz parte do conselho de consulta do Video Game History Museum desde 2011 e faz parte do conselho de diretores da organização LGBTQ+ GLAAD.

## Honras
Heineman é reconhecida como sendo a primeira campeã nacional de torneio de jogos eletrônicos nos Estados Unidos, por sua vitória no Campeonato Nacional de Space Invaders de 1980. Sailor Ranko, uma fanfiction baseada em Sailor Moon, criada por Heineman, ganhou vários prêmios. Em 2017, ela foi introduzida ao Hall da Fama Internacional dos Jogos Eletrônicos.

## Jogos
- The Bard's Tale (1985)
- Borrowed Time (1985)
- Tass Times in Tonetown (1986)
- The Bard's Tale III: Thief of Fate (1988)
- Neuromancer (1988)
- Crystal Quest (1989, adaptação para Apple IIgs)
- Dragon Wars (1989)
- Track Meet (1991)
- RPM Racing (1991)
- Another World (1992, adaptação para SNES)
- Rescue Rover (1993, adaptação para Apple IIgs)
- Interplay's 10 Year Anthology: Classic Collection (1993)
- Ultima I: The First Age of Darkness (1994, adaptação para Apple IIgs)
- Wolfenstein 3D (1995, adaptação para Mac/3DO)
- Kingdom: The Far Reaches (1995)
- Killing Time (1996)
- Doom (1996, adaptação para 3DO)
- Defiance (1997)
- Tempest 2000 (1998, adaptação para Mac)
- Remington Top Shot: Interactive Target Shooting (1998)
- Redneck Rampage (1999, adaptação para Mac)
- Jazz Jackrabbit 2 (1999, adaptação para Mac)
- Galactic Patrol (1999, adaptação para Mac)
- Bugdom (1999)
- Myth III: The Wolf Age (2001)
- Baldur's Gate II: Shadows of Amn (2001, adaptação para Mac)
- Nanosaur Extreme (2002)
- Icewind Dale (2002, adaptação para Mac)
- Hexen II (2002, adaptação para Mac)
- Activision Anthology (2002)
- Medal of Honor: Rising Sun (2003)
- Pitfall: The Lost Expedition (2004)
- Medal of Honor: Pacific Assault (2004)
- GoldenEye: Rogue Agent (2004)
- Medal of Honor: European Assault (2005)
- Command & Conquer 3: Tiberium Wars (2007)
- Alvin and the Chipmunks (2007)
- Chip's Challenge (2015, relançamento para Windows)